# Lusse
Lusse é uma comuna francesa na região administrativa de Grande Leste, no departamento de Vosges. Estende-se por uma área de 19,49 km². Em 2010 a comuna tinha 431 habitantes (densidade: 22,1 hab./km²).